# Influències islàmiques en l'art cristià

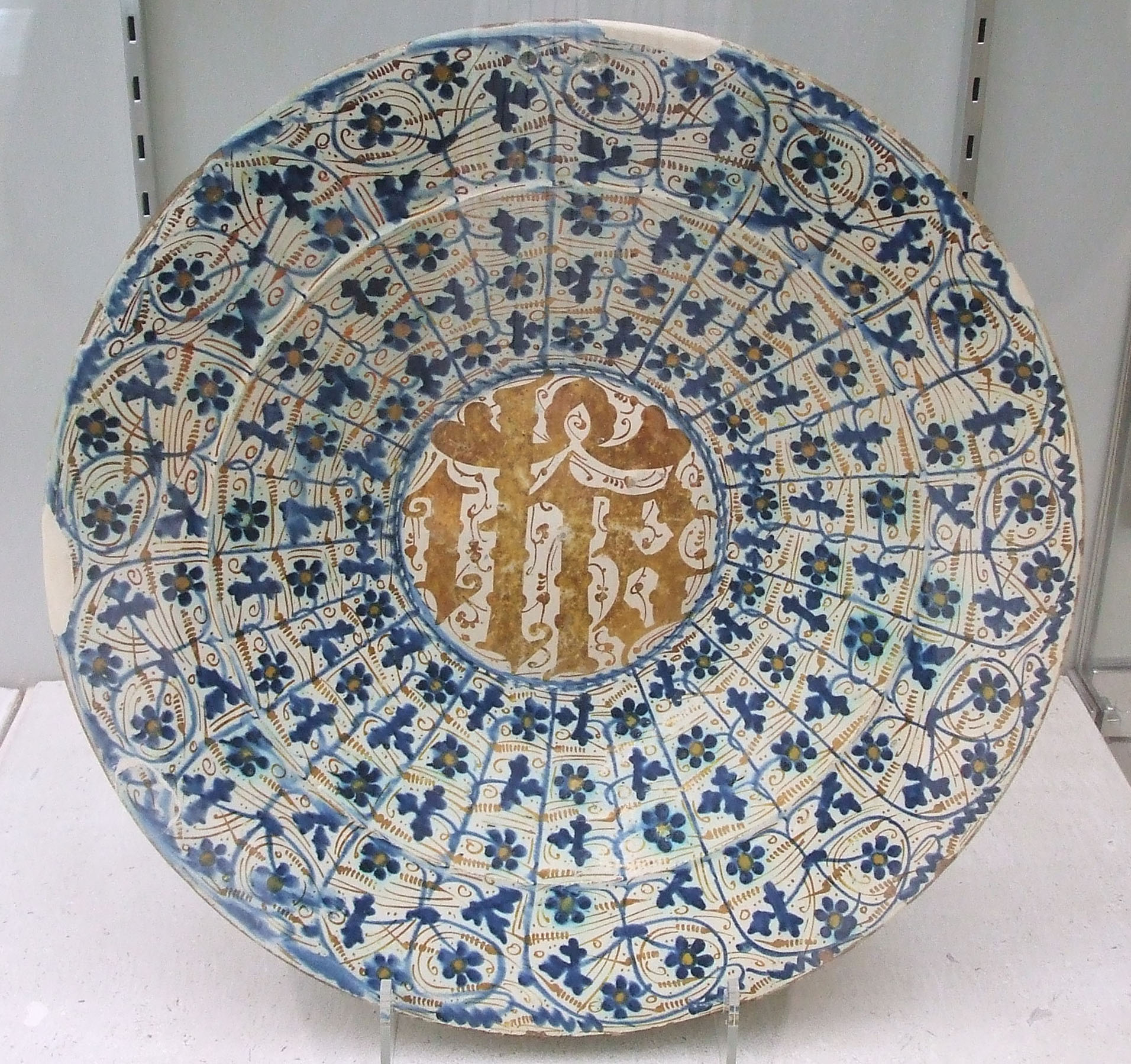
Exemple de la influència islàmica en l'art cristià: plat de ceràmica hispano-morisc, aproximadament de 32 cm de diàmetre, amb el monograma cristià "IHS", decorat en blau cobalt i lluentor dorat, València, c.1430-1500.

Influències islàmiques en l'art cristià es refereix a la influència de l'art islàmic sobre l'art cristià, en la producció artística en el món islàmic des del VIII fins al segle xix. Durant aquest període, la frontera entre la cristiandat i l'món islàmic variava molt com a resultat, en alguns casos, en els intercanvis de les poblacions i de les corresponents pràctiques i tècniques artístiques. D'altra banda, les dues civilitzacions van tenir relacions regulars a través de la diplomàcia i el comerç que van facilitar els bescanvis culturals. L'art islàmic abasta una àmplia varietat de medis, incloent cal·ligrafia, manuscrits il·lustrats, tèxtils, ceràmica, metall i vidre, i es refereix a l'art dels països musulmans al Pròxim Orient, l'Espanya islàmica, i l'Àfrica del Nord, encara que no sempre fossin artistes o artesans musulmans. La producció de vidre, per exemple, va continuar sent una especialitat jueva durant tot el període, que l'art cristià va continuar, com a l'Egipte amb e l'art copte, especialment durant els primers segles, mantenint alguns contactes amb Europa.
L'arts decoratives islàmiques van ser les importacions a Europa durant l'edat mitjana més valorades; gran part de la supervivència de la majoria dels exemples que sobreviuen són les que eren en poder de l'església. En el primer període, els tèxtils van ser especialment importants, utilitzats per a ornaments de l'església, sudaris, tapisseries i roba per a l'elit. La ceràmica islàmica de qualitat quotidiana era encara la preferida en les mercaderies europees. Perquè la decoració era, en la seva majoria ornamental o petites escenes de caça i similars, i com les inscripcions no se entenien, els objectes islàmics no ofenien les sensibilitats cristianes.
En els primers segles de l'islam els punts més importants de contacte entre l'Occident llatí i el món islàmic des del punt de vista artístic van ser el sud d'Itàlia, Sicília i la península Ibèrica, que tenien importants poblacions musulmanes. Més tard, les Repúbliques Marítimes italianes van ser importants centres en obres d'art comercials. A les croades l'art islàmic sembla haver tingut relativament poca influència també en l'art dels Estats croats, encara que va poder haver estimulat el desig de les importacions islàmiques entre els croats que regressaven a Europa.
Nombroses tècniques de l'art islàmic van formar la base de l'art en la cultura normanda-àrab-romana d'Orient de la Sicília normanda, on s'utilitzaven artistes i artesans musulmans que treballaven en l'estil de la seva pròpia tradició. Les tècniques inclouen incrustacions de mosaics o metalls, talla d'ivori o de pòrfir, l'escultura de pedres dures, i foneries de bronze. A Ibèria l'art mossàrab i l'arquitectura de la població cristiana que va viure sota el domini musulmà es van mantenir molt cristians en molts aspectes, encara que van mostrar també influències islàmiques; el que ha estat descrit com a art de repoblació. Després de la Reconquesta mudèjar les obres d'art produïdes per artistes musulmans o moriscs, ja sota el domini cristià, van mostrar una clara influència islàmica en molts aspectes.

## Edat mitjana

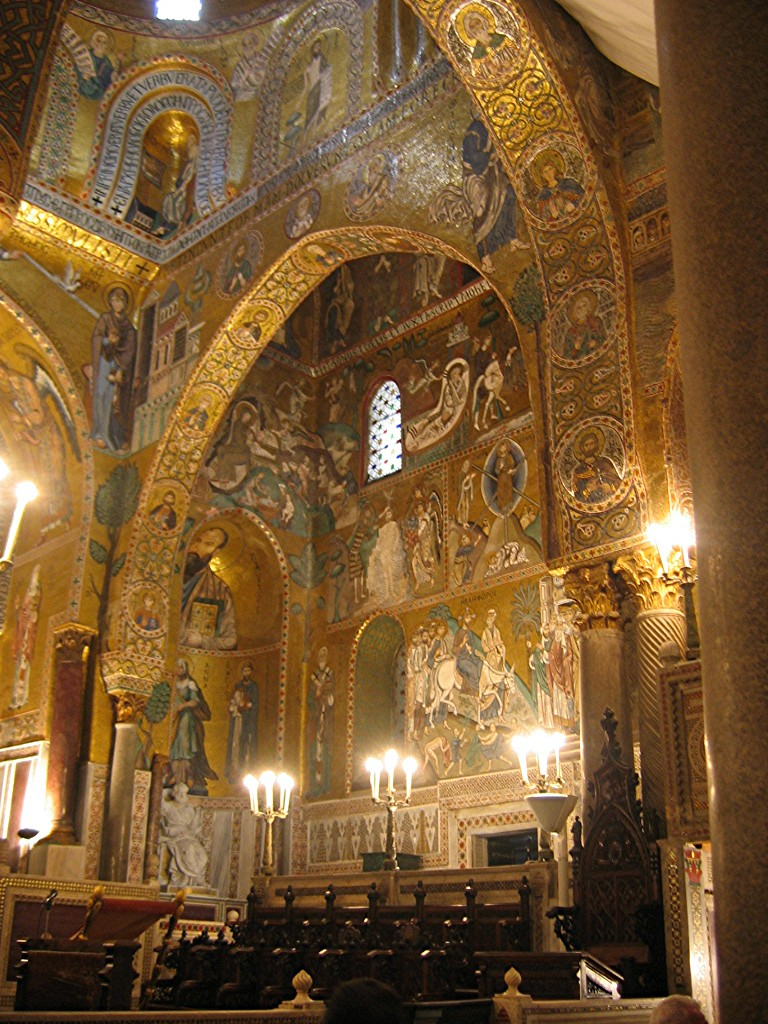
Arcs sarrains i mosaic romà d'Orient es complementen dins la visió general de la capella palatina de Sicília.

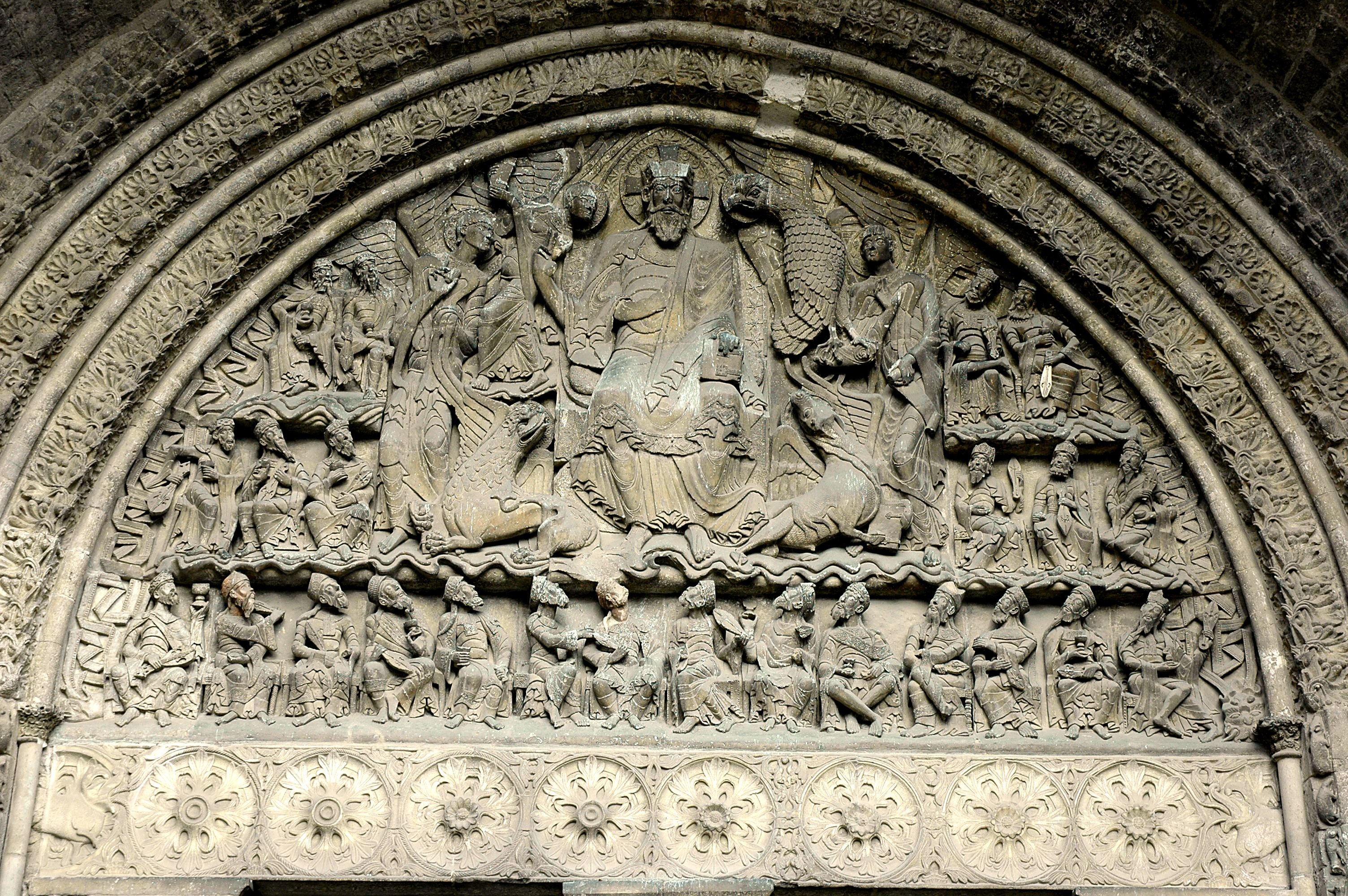
Detall del timpà a l'Abadia de Sant Pere de Moissac.

L'art islàmic va ser molt importat i admirat per les elits europees durant l'edat mitjana. N'hi va haver una primera etapa formativa entre el 600 i el 900 i el desenvolupament d'estils regionals des del 900 en endavant. En l'època primera les obres van ser realitzades per artistes del mosaic i escultors formats en les tradicions romanes d'Orient i coptes. En lloc de pintures murals, l'art islàmic va utilitzar el mosaic, des del 862-863 en la Gran Mesquita de Kairuan a Tunísia, que també es va estendre a Europa. D'acord amb John Ruskin, el Palau Ducal de Venècia conté:
| « | tres elements en proporcions exactament iguals - el romà, el llombard, i l'àrab, és l'edifici central del món... la història de l'arquitectura gòtica és la història del refinament i l'espiritualització del treball del Nord sota la seva influència. | » |

Els governants islàmics controlaven diversos punts del sud d'Itàlia i la major part de l'Espanya moderna i Portugal, així com els Balcans, tots aquests llocs conservaven grans poblacions cristianes. Els croats cristians igualment governaven poblacions islàmiques. L'art dels croats és principalment un híbrid dels catòlic i romà d'Orient, amb poca influència islàmica, però l'art mossàrab dels cristians en Al-Àndalus si mostra una considerable influència de l'art islàmic. La influència islàmica també es pot rastrejar en el corrent principal de l'art medieval occidental, per exemple, del portal romànic a Moissac al sud de França, on es mostra tant en elements decoratius, com als caires fistonats de la porta, en les decoracions circulars de la llinda, i també en tenir a Crist Majestat envoltat de músics, que es va convertir en una característica comuna de les escenes celestes occidentals, i probablement es deriva d'imatges de reis islàmics en el seu divan. de la cal·ligrafia, de l'ornament i les arts decoratives en general, que eren més importants que a l'Occident.
Els productes de terrisseria hispano-moriscs d'Espanya es va produir per primera vegada en Al-Àndalus, però els terrissaires musulmans, es creu que van emigrar a la zona de València, on es va produir el treball que es va exportar a les elits cristianes de tot Europa; d'altres tipus de béns de luxe islàmics, en particular els teixits de seda i les catifes, van venir del món islàmic oriental en general més ric. Els conductes islàmics a Europa occidental procedents del Nil eren més pobres, amb molts passant per Venècia. Tanmateix, per a la major part dels productes de luxe per a la cultura de la cort, com ara sedes, ivori, pedres precioses i joies van ser importats a Europa solament en una forma inacabada i es manufacturaven en el producte final etiquetats com a «oriental» pels artesans medievals locals. Ells eren lliures de realitzar escenes amb representacions religioses i normalment decorades amb adorns, el que els va fer fàcil de ser acceptats a l'Occident, de fet, a la fi de l'edat mitjana hi havia una forma d'imitacions d'escriptura àrab pseudocúfica utilitzada decorativament només a l'art occidental.

### Arts decoratives

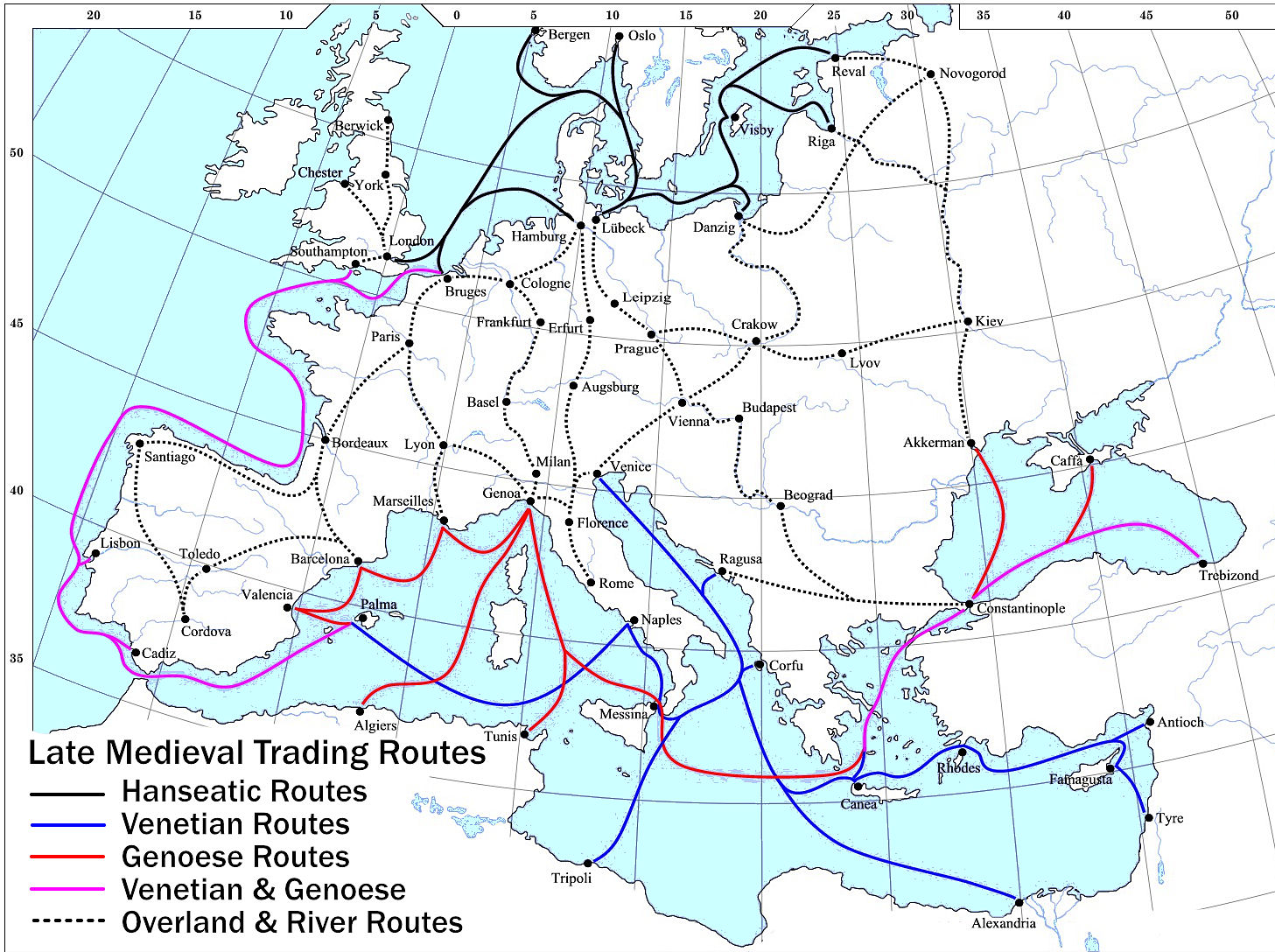
Mapa que mostra les principals rutes comercials de l'Europa medieval tardana.

Una àmplia varietat d'objectes portàtils de diferents arts decoratives van ser importats des del món islàmic a Europa durant l'edat mitjana, sobretot a través d'Itàlia, i abans de tot des de Venècia. En moltes àrees les mercaderies de fabricació europea no podien igualar la qualitat del treball islàmic o romà d'Orient fins a prop de la fi de l'edat mitjana. Els teixits de luxe van ser àmpliament utilitzats per a vestidures i tapissos, i també, sortosament per a la història de l'art, sovint com sudari pera les sepultures de personatges importants, que és com es van conservar la majoria dels exemples que estant supervivents. En aquesta àrea la seda romana d'Orient va ser influïda pels teixits sassànides, i per la seda islàmica, de manera que és difícil dir quin tèxtil va tenir la major influència tapís de sant Gereon, un gran tapís que és la més antiga i important imitació europea del treball oriental. Europeus, sobre tot italians, gradualment van assolir la qualitat de les importacions de l'orient, i van adoptar molts elements dels seus dissenys.
La ceràmica romana d'Orient no es va produir en els tipus d'alta qualitat, ja que l'elit romana utilitzava la plata en el seu lloc. L'Islam té molts mandats hadit en contra del menjar en metalls preciosos, i així va desenvolupar moltes varietats de ceràmica fina, sovint influïdes per les mercaderies de porcellana xinesa que tenien l'estatus més alt entre les elits islàmiques -la porcellana islàmica tan sols es va produir en l'època moderna-. Molta ceràmica islàmica es va importar a Europa, els plats de l'Al-Àndalus del segle xiii, de Granada i de Màlaga, on gran part de la producció ja s'exportava als països cristians. Molts dels ceramistes van emigrar a la zona de València, reconquistada pels cristians, i aquesta producció va arribar a superar la de l'Al-Àndalus. Els elements de decoració es van convertir gradualment en més influïts per Europa, pel segle xv els italians també produïen pisa daurada, de vegades fent servir formes islàmiques com els pots de farmàcia. Les formes de metal·listeria com les gerres nomenats aiguamans i el morter de bronze també es van introduir en el món islàmic.

### Arquitectura
Els edificis cristians, com la Capella palatina de Palerm, Sicília, van incorporar elements islàmics, probablement creats per artesans musulmans locals que treballaven en les seves pròpies tradicions. El sostre de la Capella, amb arcs de volta de fusta i figures daurades, té un estret paral·lelisme amb els edificis islàmics de Fes Fez i de Fustat, i reflecteixen la tècnica dels mocàrabs a base de prismes juxtaposats (l'un al costat de l'altre) i penjants, que semblen estalactites soltes o arraïmades per emfasitzar elements tridimensionals.
L'arc de diafragma, en origen de l'Antiguitat tardana, va ser utilitzat àmpliament en l'arquitectura islàmica i va poder haver-se'n propagat des d'Espanya a França.

#### "Estil sarraí"

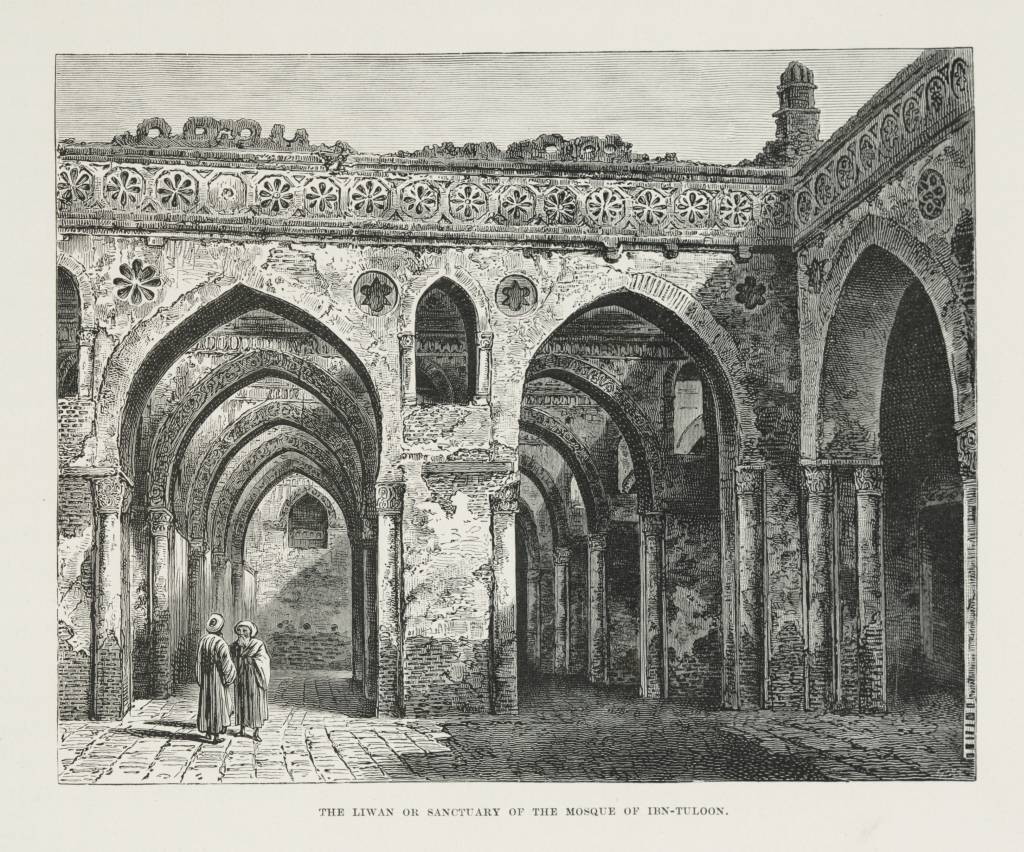
Iwan o santuari de la Mesquita d'Ibn Tulun (1878).

Els estudiosos del segle xviii-XIX, que en general es preferien l'art clàssic, no els agradava el que veien com el «desordre» de l'art gòtic i les similituds percebudes entre l'arquitectura gòtica i la islamita. Sovint van exagerar el cas que l'art gòtic el seu origen era plenament de l'art islàmic de la mesquita, fins al punt d'anomenar-ho "Sarraí". William John Hamilton va comentar sobre els monuments Seljúcides de Konya: 
| «                                                                          | Quant més veia d'aquest peculiar estil, més em vaig convèncer que el gòtic es derivava d'ell, amb una certa barreja de bizantí (...) l'origen d'aquesta gòtic. El tipus d'arquitectura sarraí pot remuntar-se als usos i costums dels sarraïns. | » |
| — Willian John Hamilton (1842)Researches in Asia Minor, Pontus and Armenia | |   |

L'historiador anglès del segle xviii Thomas Warton va resumir:
| «                                             | Les marques que constitueixen el caràcter de gòtic o arquitectura sarraí, són, els seus nombrosos i prominents contraforts, les seves altes torres i pinacles, les seves grans i ramificades finestres, els seus nínxols ornamentals o marquesines, els seus sants esculpits, el delicat encaix de treball dels seus sostres, i la profusió de decoració prodigada indiscriminadament en tot l'edifici: però les seves característiques distintives peculiars són, els petits pilars desordenats i arcs de mig punt, formats pels segments de dos cercles que interfereixen. | » |
| — Thomas Warton Essays on Gothic architecture | |   |

#### Arc ojival

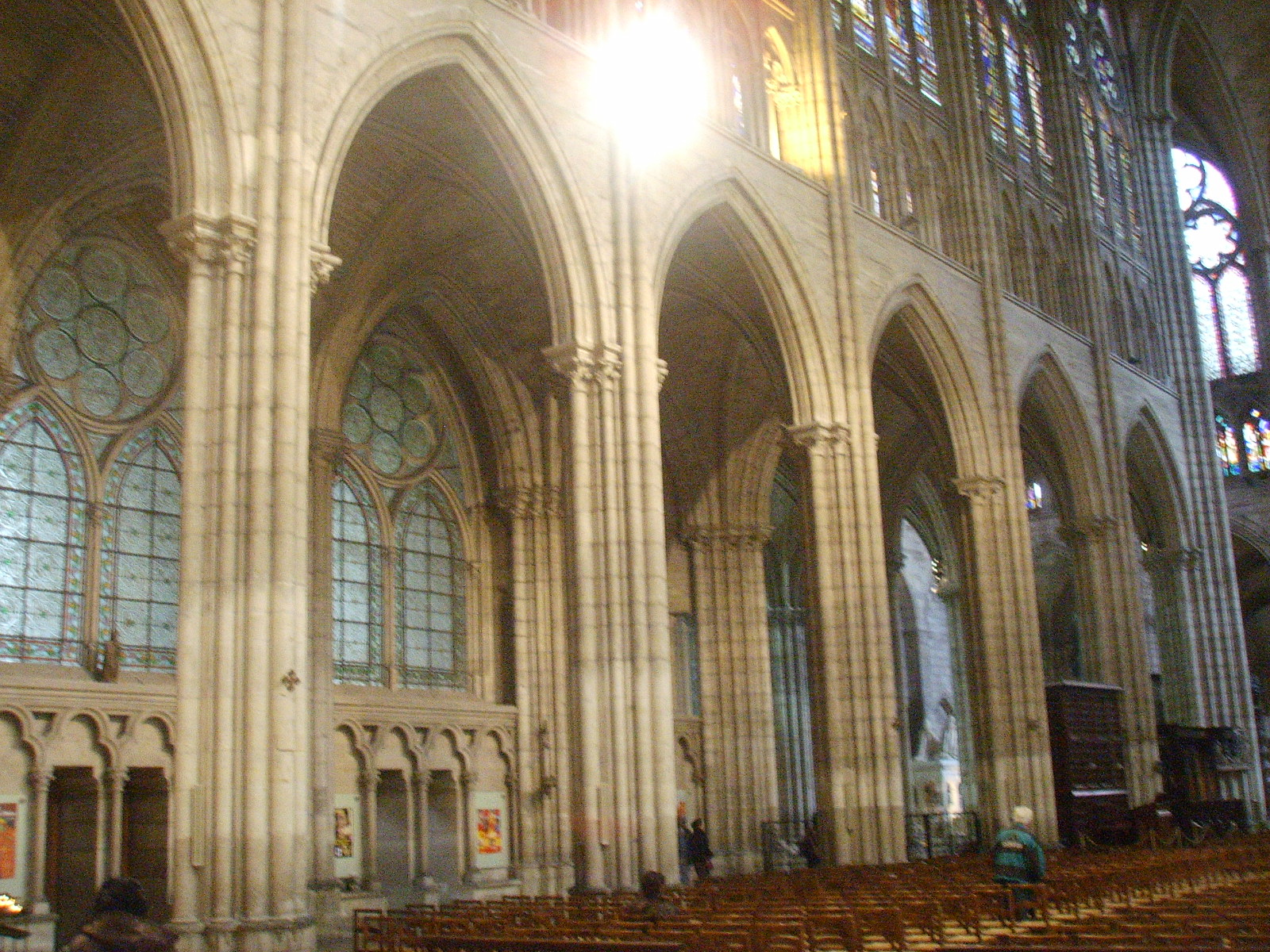
Arcs ojivals de la basílica de Saint-Denis, l'origen de l'arquitectura gòtica a França.

L'arc ogival o apuntat es va originar en els imperis Romà d'Orient i Sassànida, on apareix sobretot en els primers edificis de les esglésies cristianes, encara que en les obres d'enginyeria, com el romà Pont Karamagara també es van mostrar plenament desenvolupat en una primera etapa. La prioritat dels romans en el seu ús també s'evidencia en exemples lleugerament ogivals a Sant'Apollinare in Classe, Ravenna, i l'església de la Santa Pau a Constantinoble. L'arc ogival va ser adoptat posteriorment i àmpliament utilitzat pels arquitectes musulmans, convertint-se en l'arc característic de l'arquitectura islàmica. D'acord amb Bony, es va estendre des de terres islàmiques, possiblement a través de Sicília, aleshores sota el domini islàmic, i d'allà a Amalfi a Itàlia, abans de finals del segle xi. L'arc ogival va reduir la càrrega arquitectònica prop d'un 20% i, per tant, tenia avantatges pràctics sobre l'arc semicircular romànic per a la construcció de grans estructures.

Oleg Grabar refereix l'especulació sense especificar que la finestra rosassa pot tenir orígens islàmics és poc probable: 
| «                    | Encara que no s'exclou per raons purament cronològiques ja que el seu primer cas conegut es troba en el palau Khírbat al-Màfjar dels omeies, aquesta conclusió em sembla altament sospitosa per a mi... que ambdues cultures realitzessin amb freqüència pràcticament el mateix tipus. Suggerit a més a més per les similitud visual i estètica entre els valors ornamentals de voltes i la decoració arquitectònica islàmica, no és gaire probable que es pugui demostrar un impacte directe d'una sobre l'altra, i sens dubte es tracta d'un creixement paral·lel. | » |
| — Oleg Grabar (2006) | |   |

A més a més de les influències islàmiques, l'art gòtic també es va beneficiar d'altres influències com ara les tècniques de l'arquitectura romana

#### Esglésies templaries

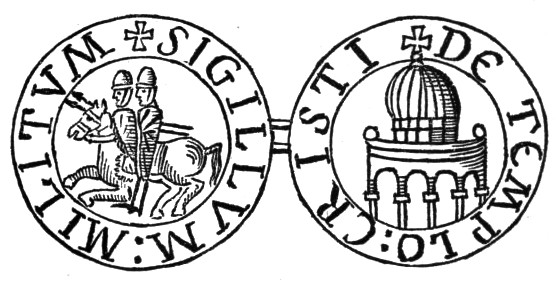
Segell dels Templers amb un edifici de cúpula.

El 1119, l'Orde del Temple van rebre com a quarter general part de la Mesquita d'Al-Aqsa de Jerusalem, considerada pels croats el temple de Salomó, del qual l'ordre va prendre el seu nom comú. Les típiques esglésies rodones construïdes pels cavallers a través d'Europa occidental, com l'església del Temple de Londres, probablement estan inspirades en la forma o de la seva veïna la Cúpula de la Roca.

## Elements islàmics en l'art del Renaixement

### Pseudocúfic

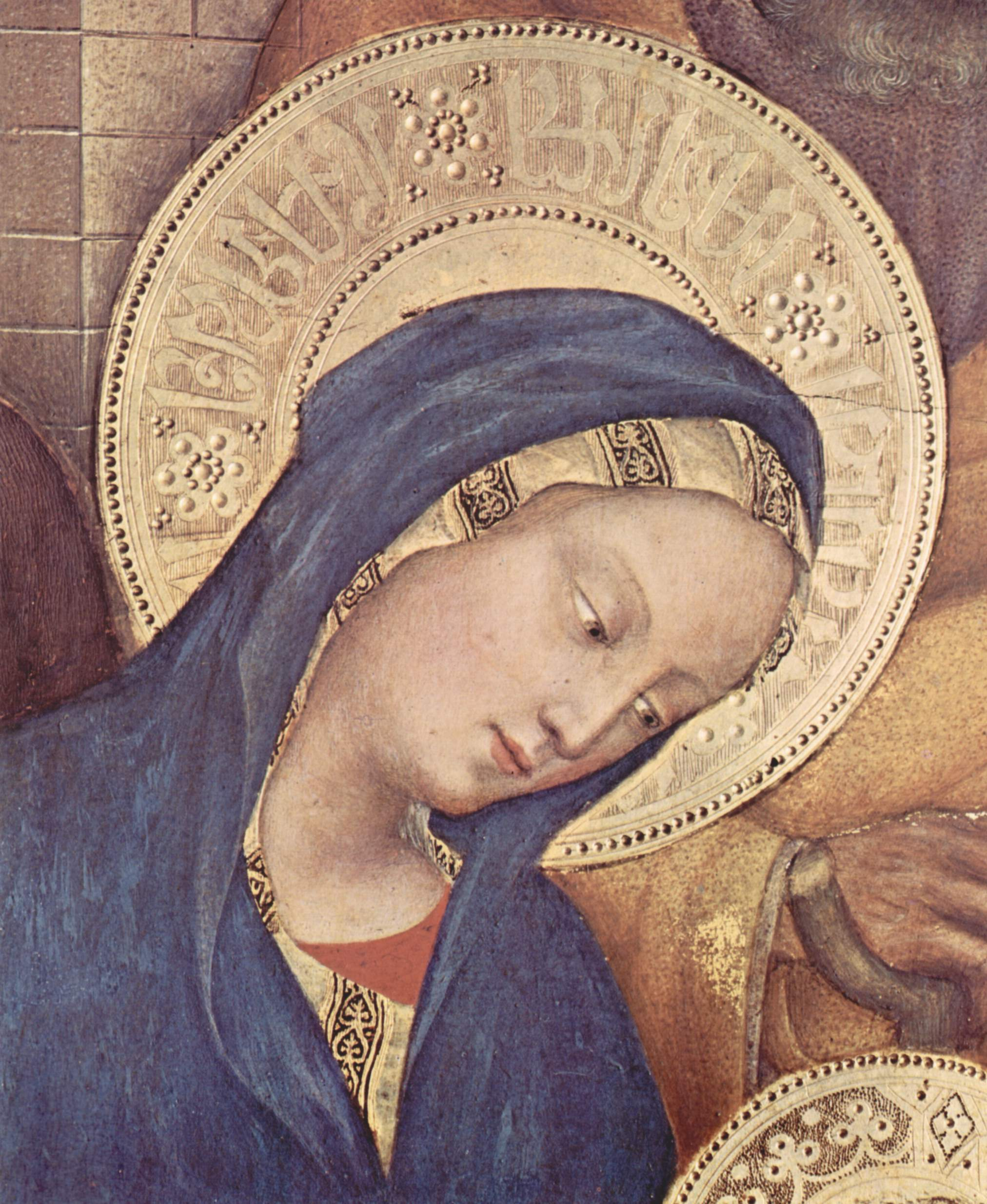
Escriptura pseudocúfica a l'aurèola de la Verge Maria, detall de lAdoració dels Reis (1423) per Gentile da Fabriano.

El pseudocúfic és un motiu decoratiu que té gran semblança amb l'escriptura cúfica i es mostra en moltes pintures del Renaixement italià. La raó exacta de la incorporació del treball pseudocúfic en el primer renaixement no és clar. Sembla que els occidentals van associar erròniament guions de l'Orient Mitjà dels segles XIII-XIV com idèntics als guions de l'època de Jesús, i d'aquest mode va resultar natural per representar els primers cristians en associació amb ells: «A l'art renaixentista, es va utilitzar per decorar els vestits de personatges com David de l'Antic Testament». Mack afirma una altra hipòtesi:
| « | Potser van marcar les imatges d'una fe universal, una intenció artística coherent amb el programa internacional contemporani de l'Església. | » |

### Catifes orientals
Les catifes d'origen de l'Orient Mitjà, sia des de l'Imperi Otomà, el Llevant, de l'estat mameluc d'Egipte o de l'Àfrica del Nord, van ser utilitzades com a elements decoratius importants en pintures del segle xii en endavant, especialment en la pintura religiosa, a partir del període medieval i continuant en l'època del Renaixement.
Aquestes catifes s'integraven moltes vegades en la imatgeria cristiana com a símbols de luxe i d'estatus d'origen de l'Orient Mitjà, juntament amb elements pseudocúfics, van oferir un interessant exemple de la integració d'elements orientals en la pintura europea. Les catifes orientals ricament dissenyades van inspirar fortament els pintors occidentals. Els colors diversos i rics poden haver influït en els grans pintors venecians del Quattrocento. S'ha suggerit que la representació pictòrica de catifes està vinculada amb el desenvolupament de la perspectiva lineal, que va ser descrita per primera vegada per Leon Battista Alberti el 1435.
Les catifes d'Anatòlia es van utilitzar a Transsilvània com a decoració en les esglésies evangèliques. Els dissenys més comuns d'Anatòlia van continuar sent produïts per llarg temps, un dels tipus són de disposició purament geomètrica en pastilles d'octògons i diamants alterns, com es pot apreciar en la pintura d'Hans Holbein el Jove de la Conferència de la Casa de Somerset, o el pintor Hans Memling que va pintar diverses pinturas amb models islàmics de catifes d'Armènia.

### Vestits islàmics

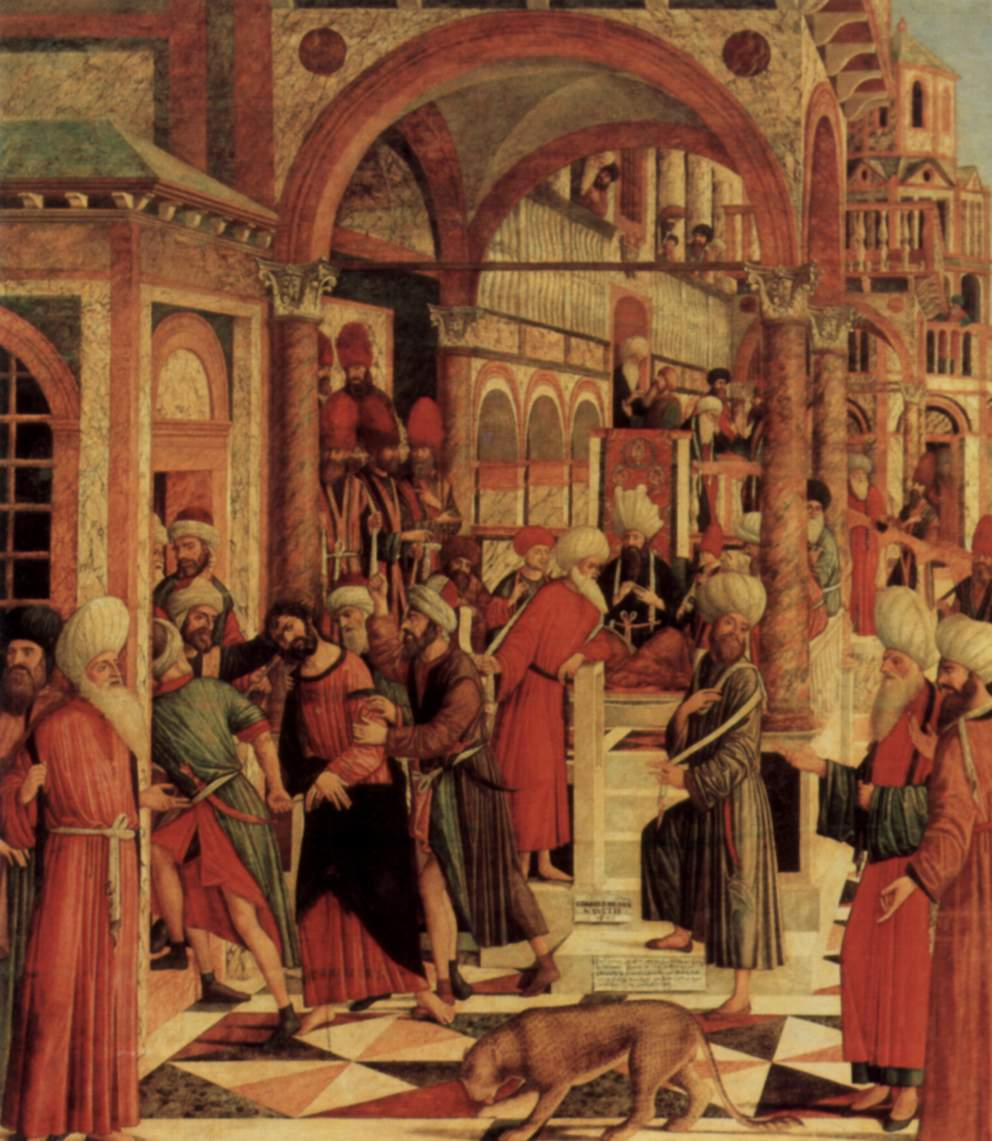
Mamelucs del representats a La detenció de sant Marc en la Sinagoga, Giovanni Mansueti, 1499.

Els personatges i vestits islàmics proporcionen sovint el teló de fons contextual per descriure una escena evangèlica. Això va ser particularment visible en una sèrie de pintures venecianes en les que personatges contemporanis siris, palestins, egipcis i especialment mamelucs es representaven de forma anacrònica en les pintures que descriuen situacions bíbliques. Un exemple del segle xv és La detenció de sant Marc en la Sinagoga per Giovanni Mansueti que descriu amb precisió contemporània (segle xv) als mamelucs d'Alexandria en la detenció de sant Marc, una escena històrica del segle i. Un altre cas fou la del pintor Gentile Bellini en la seva obra La predicació de sant Marc a Alexandria.

### Ornament
Un estil occidental d'ornament basat en l'arabesc islàmic es va desenvolupar començant a Venècia, a partir de finals del segle xv; se l'ha anomenat àrab morisc o occidental -un terme amb una història complicada-. S'ha utilitzat en una gran varietat de les arts decoratives, però ha tingut especialment una llarga vida en el disseny i enquadernació de llibres, on han continuat petits motius en aquest estil sent utilitzat per dissenyadors de llibres fins al dia d'avui (segle XXI). Es veu en les decoracions d'or i les eines per a les cobertes, en les vores d'il·lustracions i en els ornaments per a la decoració d'espais buits de les pàgines. En aquest camp de la tècnica de les eines per a or també va arribar en el segle xv del món islàmic, i de fet gran part del mateix cuir per les cobertes, va ser import des d'allà.
A l'igual d'altres estils de l'ornament del Renaixement va ser difosa per les impressions ornamentals que van ser comprats com a patrons pels artesans en una varietat d'oficis. Peter Furhring, un destacat especialista en la història de l'ornamentació, que diu:
| «               | L'ornament conegut com a morisc en els segles XV i XVI -ara nomenat més comunament arabesc- es caracteritza per les volutes bifurcades compostes de branques que formen els patrons de fullatge entrellaçat. Aquests motius bàsics van donar lloc a nombroses variants, per exemple, les branques, en general de caràcter lineal, es van convertir en cintes o bandes. ... És característic del morisc, que és essencialment un adorn superficial, l'ésser impossible de localitzar el principi o el final del patró. ... Amb origen a l'Orient Mitjà, van ser introduïts en l'Europa continental a través d'Itàlia i Espanya... exemples italians d'aquest ornament, que s'utilitzaven amb freqüència per a enquadernacions i brodats, es coneixen des de finals del segle xv. | » |
| — Fuhring, 1994 | |   |

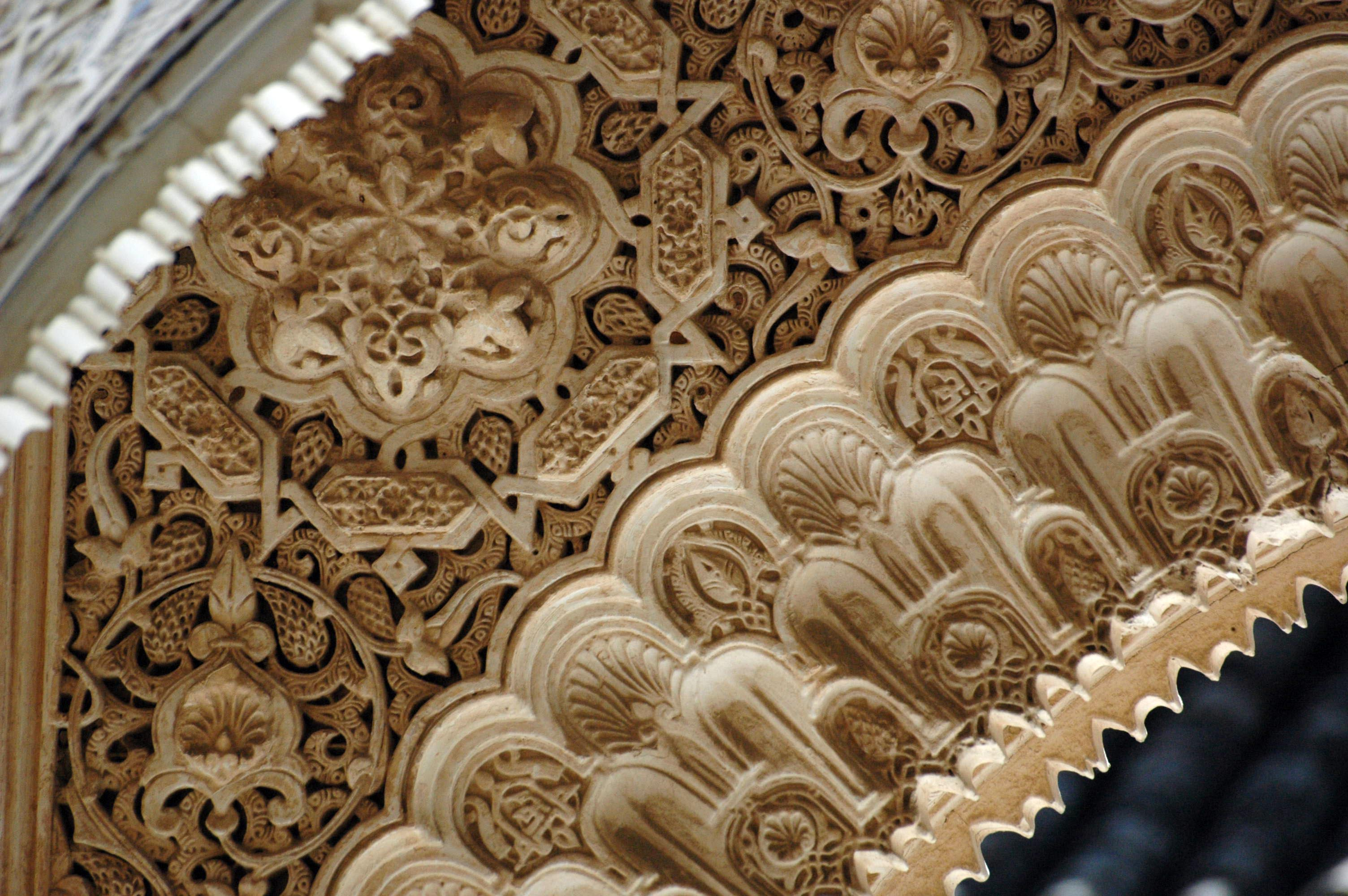
Detall de l'Alhambra de Granada amb motiu arabesc aplicat a l'arquitectura.

L'elaboració d'enquadernacions amb dissenys islàmics es poden veure en les pintures religioses. [39] Al Sant Joan Baptista i Zeno d'Andrea Mantegna, tots dos personatges mostren uns llibres amb tapes exquisides amb peces centrals a l'estil mameluc, d'un tipus també utilitzat en l'enquadernació de llibres italiana contemporània.